# Niszczyciele typu Fletcher

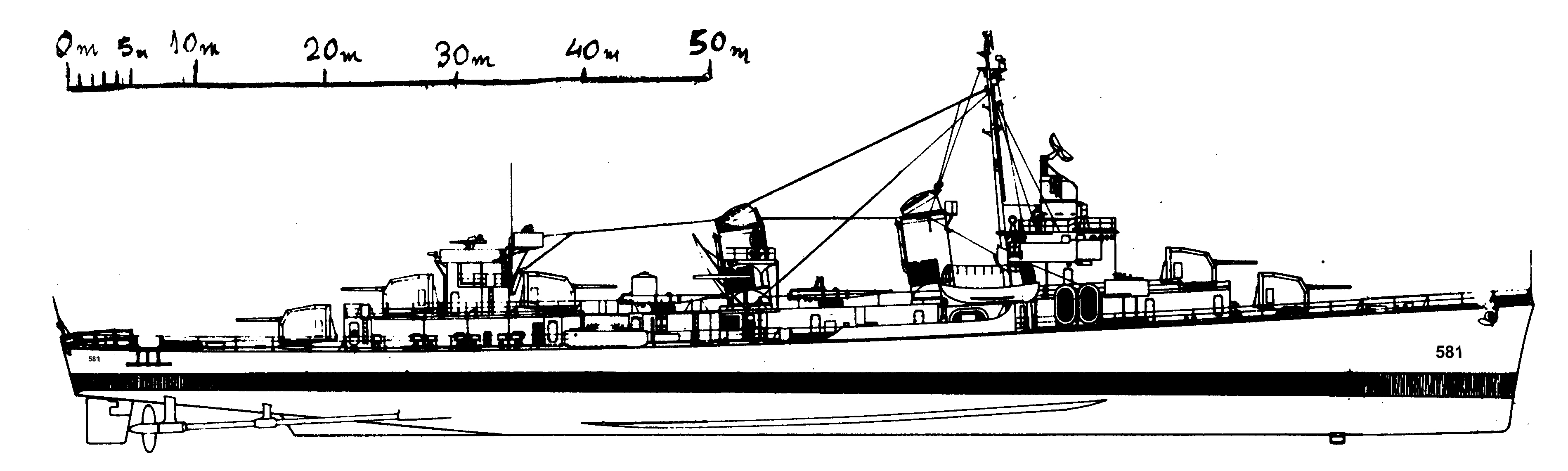
Profil niszczyciela USS „Charrette”

Niszczyciele typu Fletcher – amerykańskie niszczyciele z okresu II wojny światowej. Masowo produkowane w latach 1942–1944 (wyprodukowano 175 okrętów) brały aktywny udział w II wojnie światowej,  wojnie w Korei i wojnie w Wietnamie. Liczne okręty tego typu po wycofaniu ze służby w US Navy były przekazywane do marynarek wojennych państw sojuszników Stanów Zjednoczonych. Ostatni pełniący czynną służbę niszczyciel typu Fletcher został wycofany ze składu meksykańskiej marynarki wojennej w 2002, po 60 latach łącznej służby.

## Historia
Po wybuchu II wojny światowej w Stanach Zjednoczonych przyśpieszono tempo prac nad nowymi typami niszczycieli, które miałyby zastąpić przestarzałe niszczyciele produkowane masowo w czasie I wojny światowej. Nowe okręty miały charakteryzować się wzmocnionym uzbrojeniem przeciwlotniczym i wysoką prędkością maksymalną wynoszącą ok. 35 węzłów, która umożliwiałaby sprawne współdziałanie z szybkimi zespołami składającymi się m.in. z lotniskowców.
W styczniu 1940 zostało złożone zamówienie na pierwszą partię 130 okrętów typu Fletcher. Aby przyśpieszyć budowę okrętów zamówienie rozdzielono pomiędzy 11 stoczni. Położenie stępek pod dwa pierwsze okręty typu USS „Nicholas” i USS „O Bannon” miało miejsce 3 marca 1941 w stoczni Bath Iron Works. USS „Nicholas” wszedł do służby 4 czerwca 1942.
W porównaniu z poprzednimi typami niszczycieli budowanymi dla US Navy na jednostkach typu Fletcher znacznemu wzmocnieniu uległo uzbrojenie przeciwlotnicze (a także inne), co spowodowało wzrost wyporności okrętów. Ich gładkie pokłady wzmocniły konstrukcję, ograniczając jednocześnie wolną przestrzeń.

## Zastosowanie
Od 1942 niszczyciele typu Fletcher wzięły aktywny udział w walkach przeciwko siłom osi. Do końca wojny w walkach utracono 17 okrętów. Podczas walk w czasie II wojny światowej liczba uzbrojenia przeciwlotniczego wzrosła do poziomu 5 dwulufowych dział 40 mm Boforsa oraz siedmiu 20 mm dział Oerlikona w 1945. Trzy niszczyciele (z sześciu planowanych) zostały zbudowane z katapultami samolotów, co kosztowało je jedno stanowisko dział 127 mm oraz tylne stanowisko wyrzutni torpedowych (wybudowane niszczyciele to („Pringle”, „Stevens”, „Halford”). Nie były udanymi konstrukcjami, więc budowa podobnych okrętów nie była kontynuowana, a te, już istniejące, po pewnym czasie zostały przebudowane do normalnej konfiguracji.
Kilka zmodyfikowano w 1945, zamieniając jeden zestaw wyrzutni torpedowych na działa przeciwlotnicze. Po zakończeniu wojny większość z ocalałych jednostek przeniesiono do rezerwy, jednak wraz ze wzrostem napięcia międzynarodowego i początkiem  zimnej wojny część okrętów, poddana modernizacjom, powróciła do służby. 39 okrętów tego typu zostało przebudowanych, co zredukowało ich główne uzbrojenie i liczbę wyrzutni torpedowych. W zamian na wielu okrętach zainstalowano Weapon Alpha, która strzelała przed dziób. Inne zostały wyposażone w moździerze przeciwpodwodne hedgehog.
Wiele okrętów zostało sprzedanych innym marynarkom w latach 50. XX wieku. Okręty otrzymały następujące kraje:
Argentyna: 5
Brazylia: 7
Chile: 2
Kolumbia: 1
Grecja: 6
Włochy: 3
Japonia: 2
Meksyk: 2
Peru: 2
Korea Południowa: 3
Hiszpania: 5
Tajwan: 4
Turcja: 4
RFN: 6
Wszystkie pozostające w służbie amerykańskiej niszczyciele typu Fletcher złomowano w latach 1968–1976. Ostatni niszczyciel tego typu BAM „Cuitlahuac” (ex-„John Rodgers”), pozostawał w służbie meksykańskiej do 2002, jako ostatni z typu służący w XXI wieku.
Cztery okręty zostały zachowane jako okręty muzealne:
- USS „Cassin Young” (DD-793) w Boston (Massachusetts)
- USS „The Sullivans” (DD-537) w Buffalo (Nowy Jork)
- USS „Kidd” (DD-661) w Baton Rouge (Luizjana)
- AT (Kontrtorpedowiec) „Velos” (D-16) były USS „Charrette” (DD-581), w zespole kilku okrętów-muzeów, w dzielnicy Aten Paleo Faliro, w marinie Flisvos, Grecja.

## Projekt okrętu

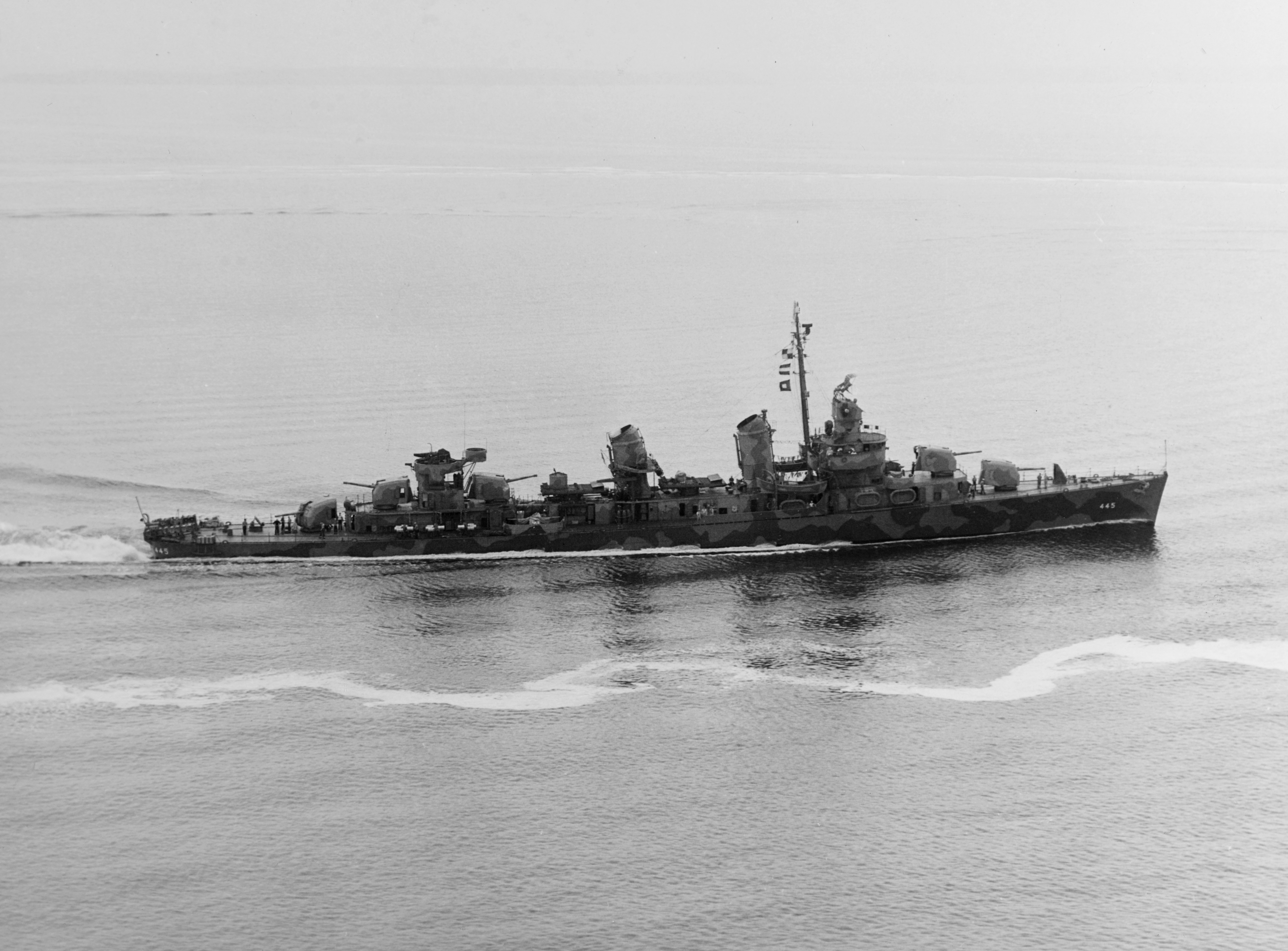
„Fletcher” w 1942 roku

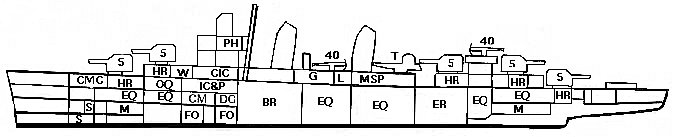
Diagram niszczyciela typu Fletcher

|      |                               |       |                                   |
| CMC: | (ang. Command and Control)    | PH:   | Mostek                            |
| CIC: | Centrum Informacji bojowej    | ER:   | Maszynownia                       |
| 5:   | Działa 127 mm (#1 – 5)        | IC&P: | Centrum komunikacyjne & Plot      |
| HR:  | Pomieszczenie amunicyjne      | DC:   | Bomby głębinowe (brak na rysunku) |
| EQ:  | Kwatery podoficerów           | BR:   | Kotłownia                         |
| M:   | Magazyny                      | 40:   | Działa przeciwlotnicze kal. 40 mm |
| OQ:  | Kwatery oficerskie            | G:    | Kuchnia                           |
| W:   | (ang. Wardroom)               | L:    | Pralnia                           |
| CM:  | (ang. Crew Mess)              | T:    | Wyrzutnie torpedowe               |
| FO:  | Olej napędowy (ang. Fuel Oil) | MSP:  |                                   |